# جورج سانتیاگو
جورج سانتیاگو (انگلیسی: Jorge Santiago؛ زادهٔ ۹ اکتبر ۱۹۸۰) ورزشکار هنرهای رزمی ترکیبی اهل برزیل است.